# Heptan-3-ol
L'heptan-3-ol est un alcool secondaire de formule brute C7H16O. Ce composé chiral est un isomère de l'heptan-1-ol, de l'heptan-2-ol et de l'heptan-4-ol.

## Présence
L'heptan-3-ol est naturellement présent dans de nombreux fruits, produits naturels et spiritueux comme la banane, la canneberge à gros fruits, la papaye, la pomme de terre, le malt, la menthe poivrée, le Scotch whisky, le beurre, la viande bovine cuite ou le café.

## Synthèse
L'heptan-3-ol peut être synthétisé par hydrogénation catalytique de l'heptan-3-one.

## Propriétés
L'heptan-3-ol se présente sous la forme d'un liquide incolore, inflammable et peu volatil ayant une odeur forte et un léger goût amer. Il est soluble dans l'éthanol mais peu soluble dans l'eau,.

## Précautions
Les vapeurs d'heptan-3-ol peuvent former avec l'air un mélange explosif (point d'éclair : 60 °C).